# Estació de Núria
Núria és una estació ferroviària del Cremallera de Núria de FGC i està situada a la Vall de Núria al terme municipal de Queralbs a la comarca del Ripollès de la vegueria de Girona.
L'estació es troba a la vora del Santuari, el qual queda connectat amb un pont sobre el torrent de Noufonts i amb accés directe a la cota més baixa de l'estació d'esquí de la Vall de Núria i a pocs metres del Telecabina de la Coma del Clot. Situada a 1964 metres d'altura representa el punt ferroviari més alt de Catalunya i dels Pirineus. L'estació a més disposa de 3 vies i d'una zona de mercaderies, just a la part final de la línia, des d'on s'abasteix el santuari.
L'estació es va inaugurar el 22 de març de 1931 amb l'obertura del tren cremallera entre Ribes i el Santuari de la Mare de Déu de Núria. Es va obrir inicialment amb un edifici provisional de fusta. Per problemes financers no es va enllestir l'edifici definitiu fins al 1953 amb un nou de pedra de doble pis.
El 1941 s'inaugurava un funicular que connectava l'estació amb el llavors Hotel Puigmal. Aquest seria substituït el 1988 per un telecabina. El 2021 es va instal·lar un ascensor per millorar l'enllaç entre l'estació i el telecabina.

## Serveis ferroviaris
| Cremallera de Núria de FGC |          |       |          |                        |
| Procedència/Destinació     | <        | Línia | >        | Procedència/Destinació |
| Ribes-Enllaç               | Queralbs |       | terminal | terminal               |

## Galeria d'imatges

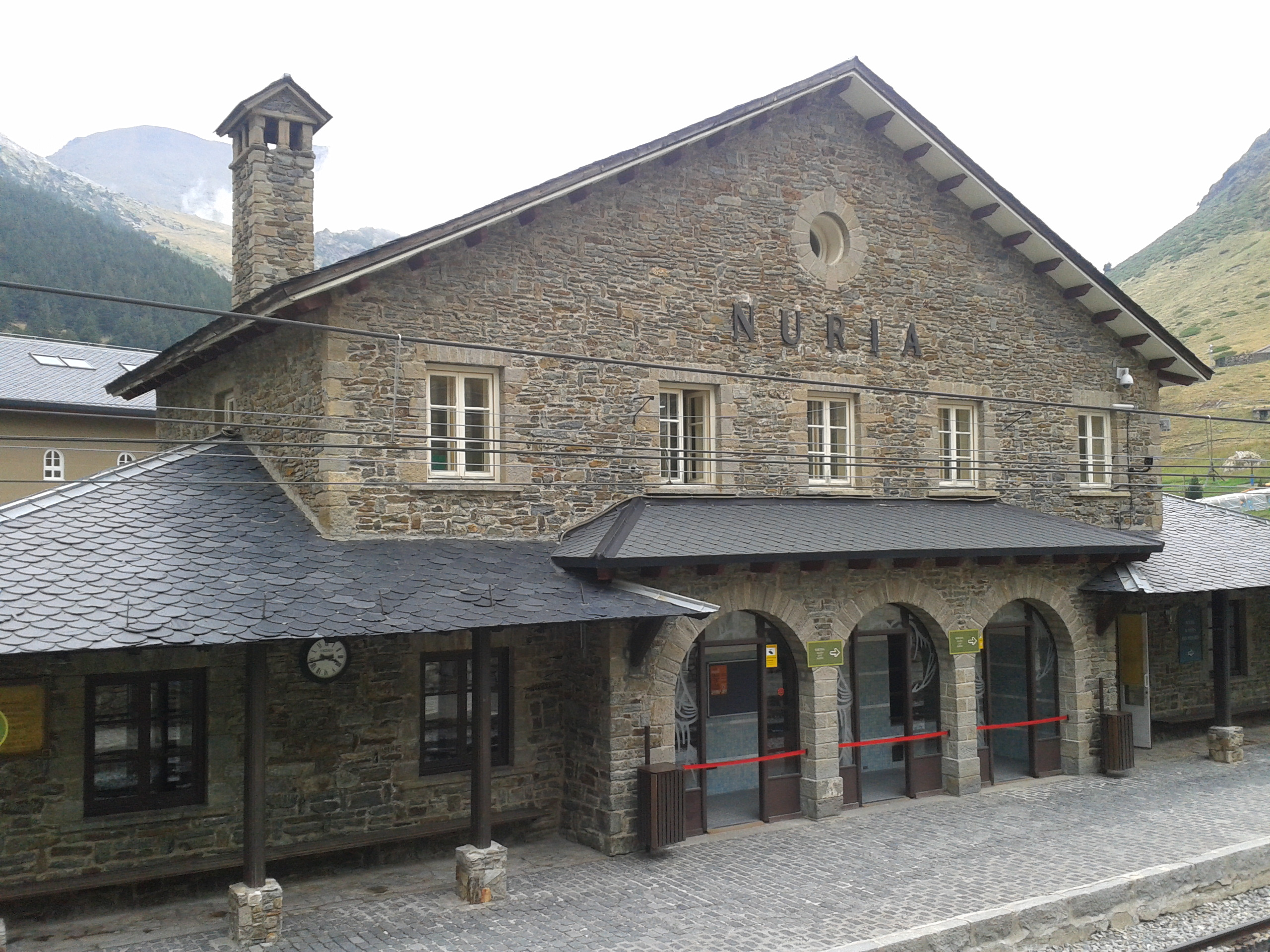
L'edifici construït el 1953
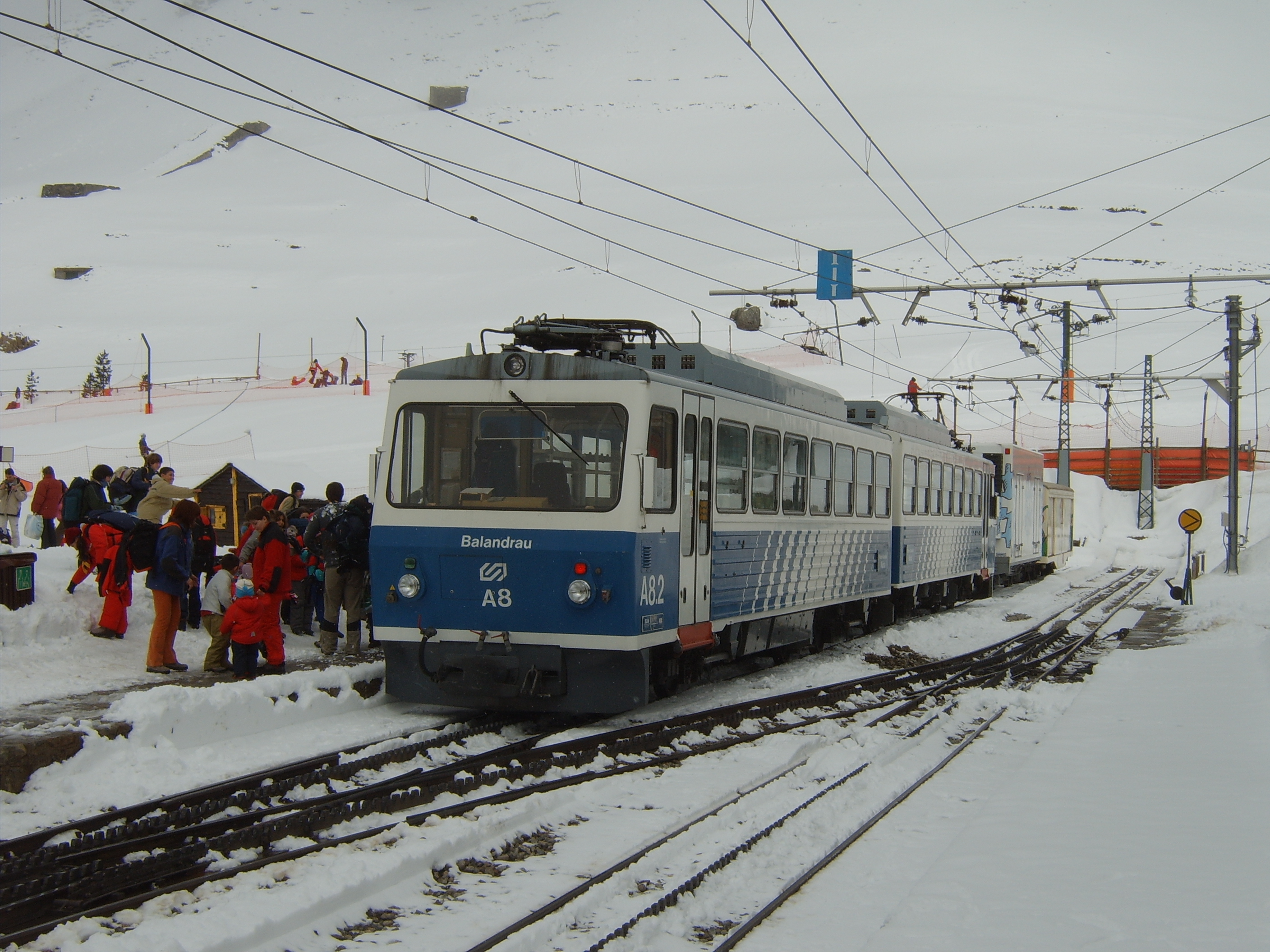
Unitat A8 a l'estació l'hivern del 2006
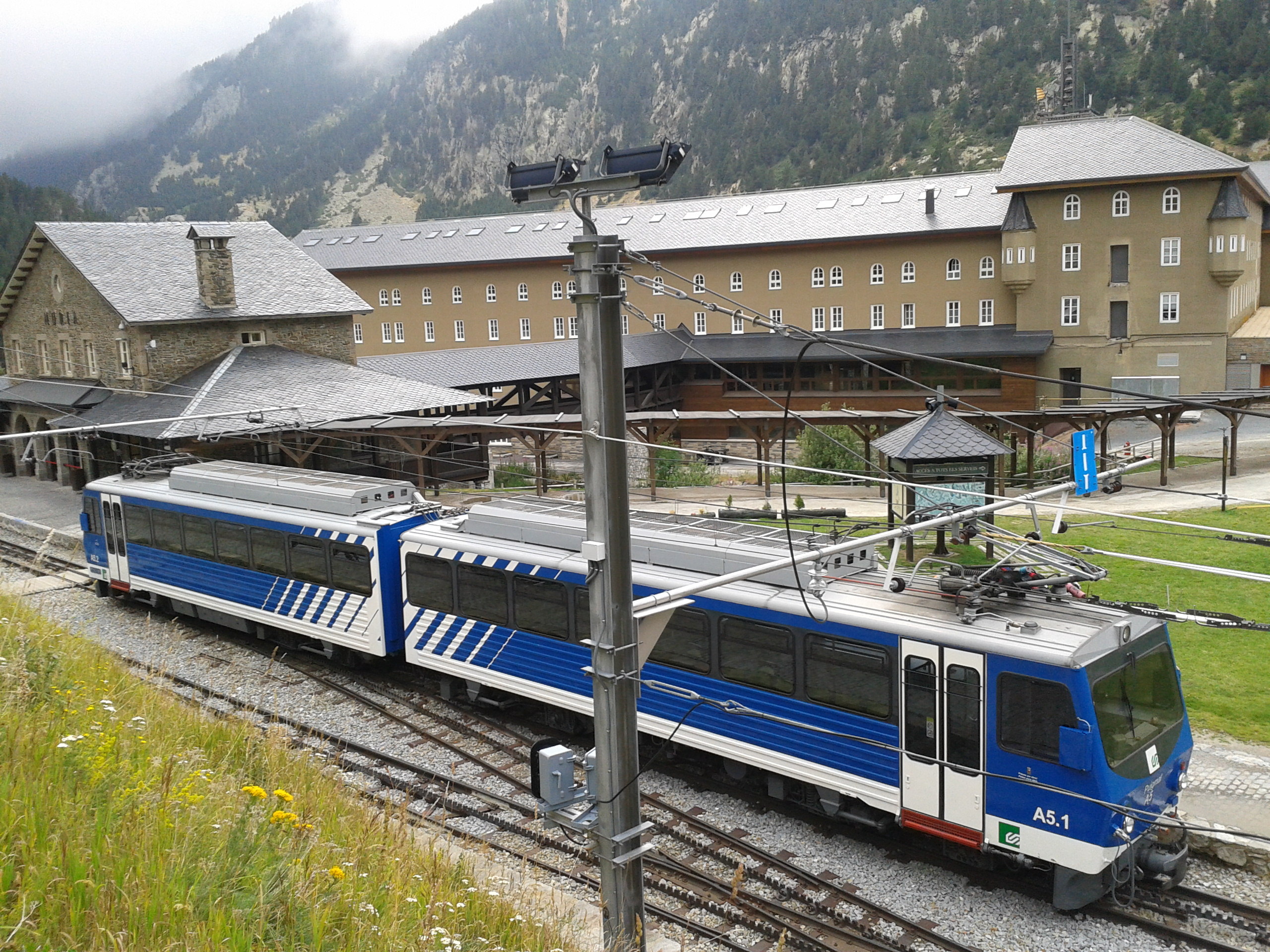
Unitat A5 a l'estació el 2012 amb el santuari en el darrerefons